# Версман, Иоганнес
Иоганнес Георг Андреас Версман (нем. Johannes Georg Andreas Versmann; 7 января 1820 года в Санкт-Паули, Гамбург — 28 июля 1899 года) — немецкий юрист и политик. Был первым президентом нового парламента в Гамбурге в 1859 году и доминировал в политике Ганзейского государства как первый или второй мэр в период с 1887 по 1899 год.

## Биография
Иоганнес получил образование в гуманитарной гимназии Гамбурга, Кристианиуме, где завязал дружбу всей жизни с учеными Теодором Маммесеном. Он изучал право в Гёттингенском и Гейдельбергском университетах до 1844 года, а затем устроился юристом в Гамбурге в том же году. Версман придерживался идей либерализма во время учёбы и привносил их во всю оставшуюся жизнь.

## Политическая карьера
Адвокат был избран либеральным членом Гамбургского парламента в 1848 году, но реформация, проводимая прусскими войсками во время Датско-прусской войны, привела к его отставке в 1850. Следующим участием в политической деятельности было членство в первом парламенте Гамбурга (Bürgerschaft) в 1859 году. Либеральный политик стал президентом парламента и остался им до 1861 года, в котором был избран одним из 24 членов руководящихся руководящихся Гамбурга (Сенат). Версман впервые стал вторым мэром в 1887 году.

## Германский таможенный союз
В мае 1879 года имперский канцлер попросил сенат Гамбурга присоединиться к немецкому таможенному союзу, как это предусмотрено в статье 34 Конституции. Сенат отклонил это предложение, сославшись на высокий внешним тариф Таможенного союза. Иоганнес пришел к выводу, что любое изменение существующего состояния дел серьёзно ухудшит конкурентоспособность Гамбурга. 27 апреля 1880 года Версман заменил Густава Генриха Кирченпауэра в должности представителя Гамбурга в Федеральном совете (Бундесрат) в Берлине, где осторожно поднял вопрос поглощения Гамбурга в таможенным союзом.Вскоре стало ясно, что абсолютная оппозиция планам Бисмарка будет бессмысленной. 29 июня 1880 года Торговая палата написала Сенату заявление:
«Гамбург имеет противника, который преследует свои цели без безрассудства, пока считает, что они будут правильными; противником, с которым мы, естественно, не можем справиться, мнением которого не следует пренебрегать, будь то политические или коммерческие дела».
Иоганнес призвал Сенат вести переговоры с Пруссией, предлагая меньший район свободной торговли, с удобствами для экспорта из Гамбурга. Сенат все ещё был в значительной степени против таможенного союза. Между тем, публика считала, будто торговая палата все ещё хочет поддерживать статус Гамбурга в качестве свободного порта города. С этим двусторонним подходом — публичная оппозиция и частные уступки — Иоганнес и торговая палата пытались укрепить позицию Гамбурга.
В декабре 1880 года и 1 января 1881 года Иоганнес, первый секретарь депутации для косвенных налогов, провел «информационные дискуссии» с министром финансов Пруссии, Карлом Германом Биттером. В апреле 1881 года они начали официальные переговоры.